# Monango
Monango és una població dels Estats Units a l'estat de Dakota del Nord. Segons el cens del 2010 tenia 36 habitants, amb una densitat de població de 37,6 hab./km². Segons el cens del 2000 tenia catorze habitatges i set famílies.